# رايموند كلير أرشيبالد
رايموند كلير أرشيبالد (بالإنجليزية: Raymond Clare Archibald)‏ هو رياضياتي أمريكي، ولد في 7 أكتوبر 1875 في Stewiacke ‏ في كندا، وتوفي في 26 يوليو 1955.